# Camelia Voinea
Camelia Voinea (Constanza, Rumania, 1 de marzo de 1970) es una gimnasta artística rumana, subcampeona olímpica en 1988 en el concurso por equipos.

## Carrera deportiva
En el Mundial de Montreal 1985 gana la plata en el concurso por equipos, por detrás de la Unión Soviética y delante de Alemania del Este, siendo sus compañeras de equipo: Laura Cutina, Eugenia Golea, Daniela Silivaş, Ecaterina Szabo y Celestina Popa.
En el Mundial de Róterdam 1987 gana el oro por equipos —por delante de Unión Soviética y Alemania del Este, siendo sus compañeras: Aurelia Dobre, Daniela Silivaș, Ecaterina Szabo, Celestina Popa y Eugenia Golea. 
En los JJ. OO. celebrados en Seúl (Corea del Sur) en 1988 consigue plata en equipos, tras la Unión Soviética y por delante de Alemania del Este (bronce), siendo sus compañeras: Aurelia Dobre, Celestina Popa, Gabriela Potorac, Daniela Silivaș y Eugenia Golea.